# جون ديفيد بورنس
جون ديفيد بورنس (بالإنجليزية: John David Burns)‏ هو سياسي أمريكي، ولد في 3 مارس 1936. انتخب عضو مجلس ولاية أوريغون.